# Juventud de Toda Polonia
La Juventud de Toda Polonia o Juventud Pan-Polaca (en polaco: Młodzież Wszechpolska, AFI: ['mwɔd͡͡ʑɛʂ fʂɛx'pɔlska]) es una organización juvenil polaca ultranacionalista de extrema derecha. Anteriormente afiliada con la Liga de las Familias Polacas, de ideas nacionalistas católicas. Según sus documentos programáticos, su objetivo es inculcar a los jóvenes polacos un espíritu católico y patriótico. Desempeña un papel relevante como parte del Movimiento Nacional.
Su ideario de 1989, establece, por ejemplo, que la organización «se adhiere al canon de la Única, Verdadera, Santa Fe Católica», que «la nación es el mayor bien terrenal» y que «después de Dios, tu servicio pertenece en primer lugar a tu propia nación». También declara la guerra a «las doctrinas que proclaman la licenciosidad, el liberalismo, la tolerancia y el relativismo».
El origen de la organización se remonta a 1922. Fue ilegalizada en 1934, y en su forma actual se volvió a fundar el 2 de diciembre de 1989. Juventud de Toda Polonia estuvo afiliada a la Liga de las Familias Polacas, pero nunca fue oficialmente su brazo juvenil.
En años recientes, Juventud de Toda Polonia ha sido ampliamente calificada de homófoba por diversas organizaciones tales como Amnistía Internacional, Human Rights Watch, y las Naciones Unidas.

## Antes de la Segunda Guerra Mundial
La organización fue fundada en 1922 bajo la denominación de Liga Académica «Juventud de Toda Polonia» (en polaco: Związek Akademicki „Młodzież Wszechpolska”), como una organización juvenil ideologizada con un fuerte sentimiento nacionalista, y fue la mayor organización estudiantil de la Segunda República Polaca. En marzo del mismo año se celebró el Congreso Fundacional, en el que Roman Dmowski fue elegido presidente honorario.
La expresión «Toda Polonia» pretendía representar el deseo de unificar todas las tierras polacas y acentuar los lazos nacionales y la igualdad entre todas personas de origen polaco independientemente de su riqueza o de su estatus social.[cita requerida] La idea de crear la asociación surgió cuando Polonia estaba particionada y no estaba como tal oficialmente en el mapa, de modo que aspiraba a unir a los polacos de las tres particiones. En el periodo de entreguerras, los miembros de la organización participaron activamente en la vida académica, y dirigieron numerosas organizaciones estudiantiles. Los objetivos de la organización se centraban principalmente en tres asuntos:
1. Defender la autonomía de las universidades de las fuerzas centralizadoras del gobierno;
2. Movilizarse por la bajada de las tasas de matrícula;
3. Limitar al acceso de estudiantes no polacos, especialmente los judíos, a la educación superior para evitar la exclusión de los estudiantes polacos procedentes de áreas rurales.

Juventud de Toda Polonia era la organización menos radical de cuantas conformaron la facción de la Democracia Nacional. Sin embargo, algunos de sus miembros elogiaron a Mussolini y a su movimiento fascista por su postura de línea dura hacia la izquierda y por su puesta en práctica de la «revolución nacional». Algunos de sus miembros, entre ellos Jędrzej Giertych, también dedicaron elogios a las reformas económicas de la Alemania de Hitler pero posteriormente entendieron que ello entraba en contradicción con los intereses nacionales polacos y cambiaron de opinión un año después de que el Partido Nazi llegase al poder en Alemania. La mayoría de los dirigentes de la Juventud de Toda Polonia criticó a Hitler por su racismo y su radicalismo.[cita requerida] En opinión de Jan Mosdorf, presidente de Juventud de Toda Polonia la organización estaba en contra de los fascistas y de los hitlerianos. Algunos de los miembros de Juventud de Toda Polonia elogiaron también a otros regímenes autoritarios del Mediterráneo, el Portugal de Salazar y la España de Franco.[cita requerida]
La Juventud de Toda Polonia también se posicionó a favor de boicotear económicamente a los judíos, limitando su acceso a la educación superior (numerus clausus) para igualar las oportunidades de los hijos de familias del campo que tenían un acceso muy limitado a la educación con las de los hijos de judíos que vivían en pueblos y ciudades. Asimismo, hizo campaña a favor de los bancos gueto, asientos segregados para estudiantes judíos.

## Actualidad

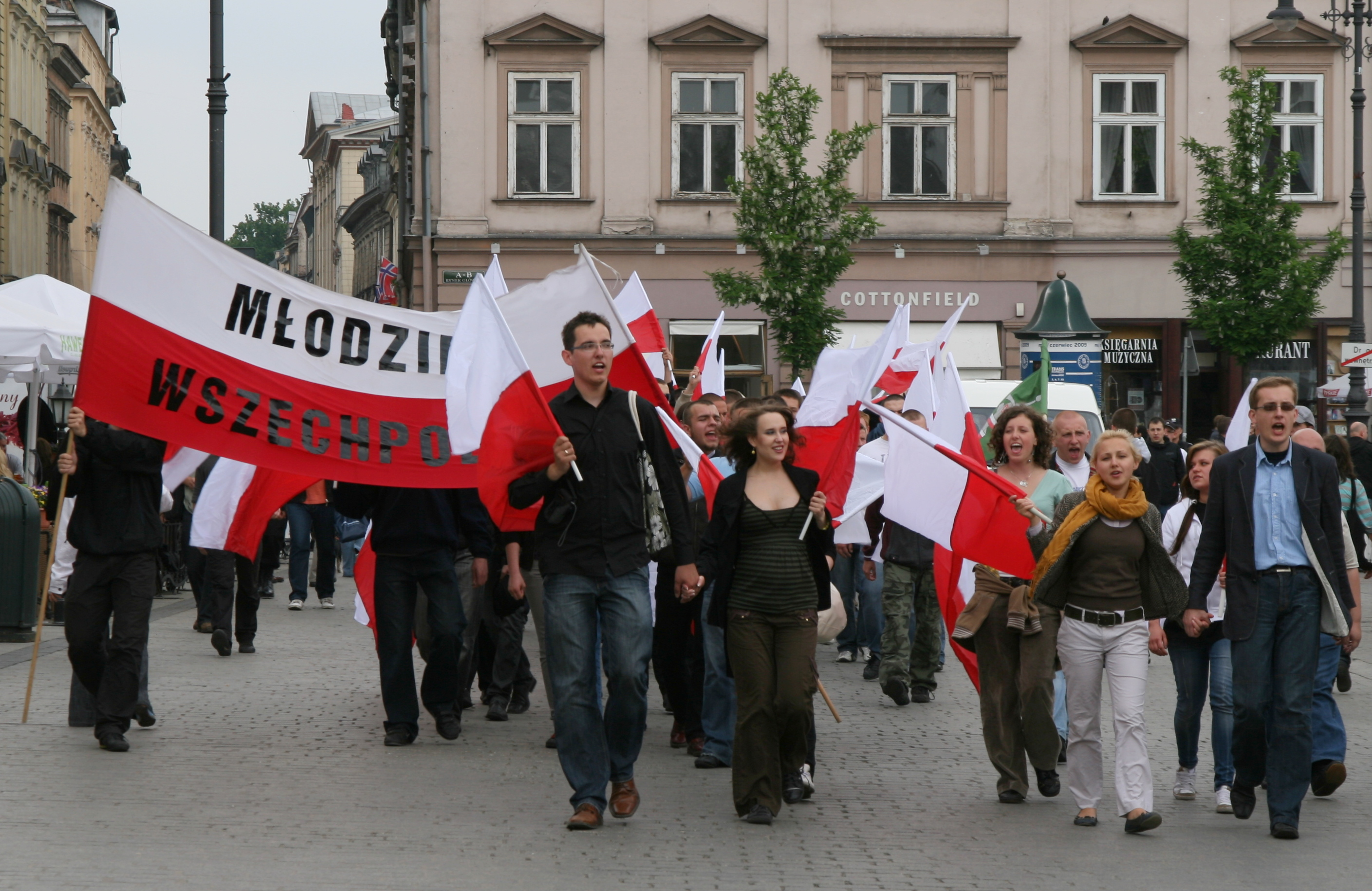
All-Polish Youth in Kraków, 2009

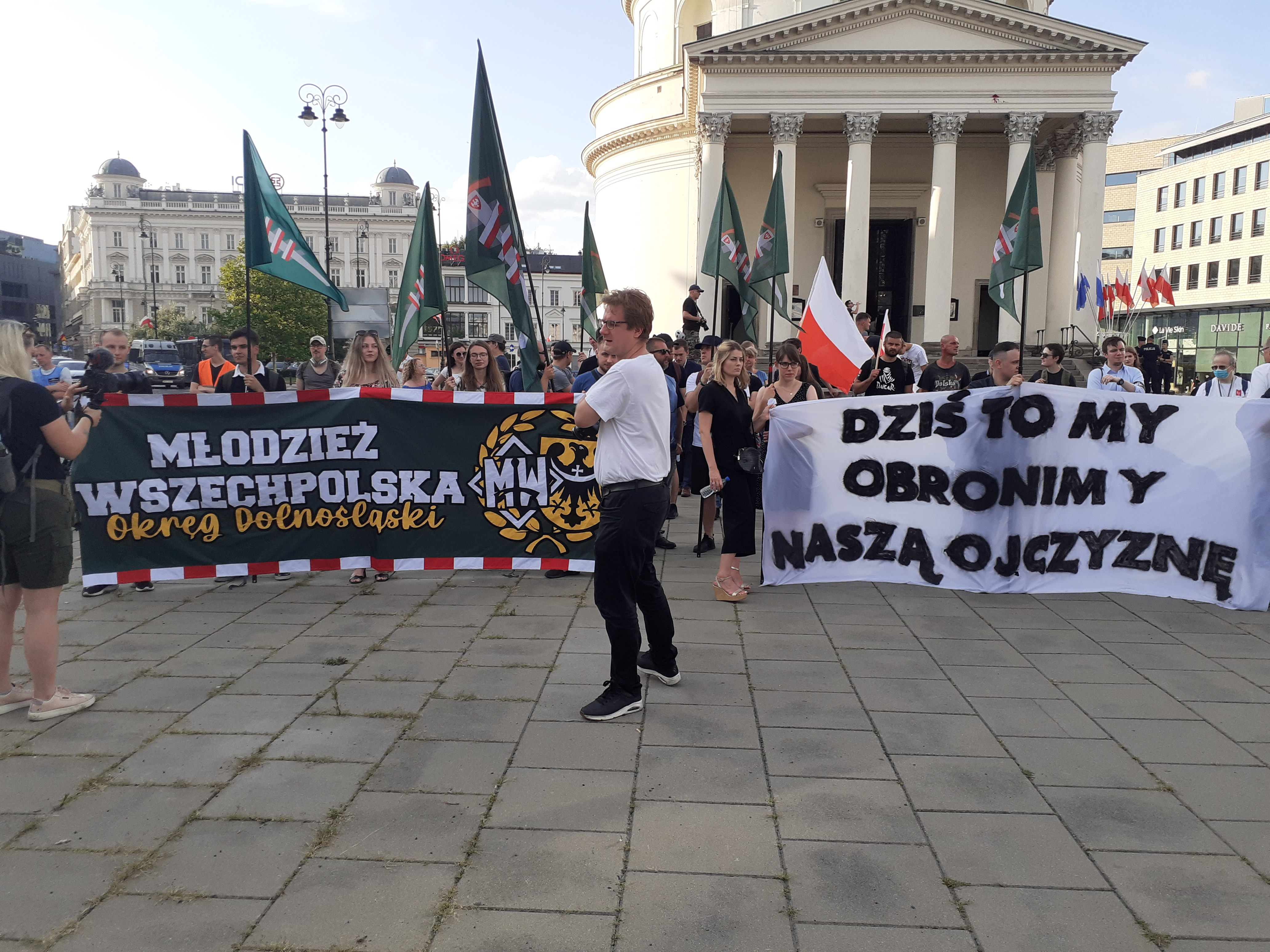
Juventud de Toda Polonia (Warszawa, 2022)

La Juventud de Toda Polonia, en su encarnación actual, fue fundada en Poznań en 1989 por iniciativa de Roman Giertych, que posteriormente lideraría la Liga de las Familias Polacas (LPR). Siguiendo la tradición de su precursora, mantiene su objetivo de inculcar su ideología a los jóvenes, y opera en el conjunto de Polonia.
En 2006, la fiscalía inició una investigación después de que se filtrase a la prensa polaca un video de una fiesta privada. Miembros de la Juventud de Toda Polonia, entre ellos Leokadia Wiącek, asesora del europarlamentario Maciej Giertych, fueron vistos confraternizando con cabezas rapadas neonazis y haciendo el saludo nazi. Tras el incidente, Leokadia Wiącek fue expulsada de la Juventud de Toda Polonia, y la Liga de Familias Polacas rompió los lazos con la agrupación. Posteriormente se concluyó que, durante la fiesta privada, Leokadia Wiącek no pertenecía a la organización. El canal público polaco Telewizja Polska se disculpó ante la Juventud de Toda Polonia por acusarla de connotaciones neonazis.
La Juventud de Toda Polonia ha declarado que el futuro de Polonia solo estará asegurado si se convierte en un Estado católico. Su presidente Konrad Bonisławski declaró: «No queremos ser como Holanda con sus drogas legales y su matrimonio homosexual. Desde que nos unimos a la Unión Europea, hemos visto intentos de destruir nuestros valores católicos».
La Juventud de Toda Polonia ha obtenido una considerable cobertura mediática debido a su oposición frontal al aborto y, especialmente, a la homosexualidad. Su página web condena la homosexualidad tildándola de «comportamiento antinatural» y califica las marchas por los derechos de los homosexuales de «homosexualismo militante». Esto ha dado lugar a enfrentamientos, a veces violentos, con manifestantes pro elección o pro derechos LGBT.
La Juventud de Toda Polonia ha sido ampliamente calificada de homófoba por diversas organizaciones, tales como Amnistía Internacional, Human Rights Watch, y Naciones Unidas (que, en su Examen Periódico Universal, describe la Juventud de Toda Polonia como «una agrupación extremista homófoba»), así como una multitud de organizaciones a favor de los derechos LGBT tales como OutRage! y la también polaca Campaña Contra la Homofobia. En 2004, 2005 y 2006, simpatizantes de la Juventud de Toda Polonia atacaron a manifestantes pro LGBT, arrojándoles huevos, botellas y piedras, y aparentemente gritándoles «¡Mandad a los maricones al hospital!», «¡Pervertidos, fuera de Cracovia!», «¡Gaseemos a los maricones!» y «¡Os haremos lo mismo que Hitler a los judíos!».
A partir de 2012, la organización se implicó en desempeñar un papel importante como parte del Movimiento Nacional, un partido que la organización ayudó a fundar.